# Casa de la Vila (Terrassa)
La Casa de la Vila és un edifici situat al Raval de Montserrat, 14-20 de Terrassa, on té la seu el consell de la ciutat. Constitueix una de les primeres obres terrassenques de Lluís Muncunill, que seguia les tendències historicistes medievals que més tard el van conduir cap al modernisme, i està catalogat com a bé cultural d'interès local.

## Història
El 1898, l'Ajuntament de Terrassa permutà l'antiga Casa de la Vila, situada al mateix Raval, 13 (on va tenir posteriorment la seu el Centre Excursionista de Terrassa) per Can Galí (ocupat per l'Institut Industrial), i l'enderrocà el 1900. L'arquitecte municipal Lluís Muncunill va presentar el projecte en tres fases: les estructures, el 1900; la façana, la galeria i la decoració interior el 1902, i el plec de condicions i el pressupost per als acabaments interiors el 1903. Quan Muncunill va ser destituït el 16 de juliol d'aquest any, ja estava construït fins al primer pis, i el saló de sessions s'havia inaugurat oficialment el 6 de juliol.
L'obra va ser continuada pel nou arquitecte municipal, Antoni Pascual i Carretero, que va respectar el projecte original en línies generals, si bé la galeria amb deu buits d'aire neogòtic que Muncunill havia dissenyat per al segon pis i el gablet central, que havia de contenir un rellotge, varen ser eliminats. En una restauració de 1986 es va poder recuperar el pinacle central i els que coronen la façana.
Entre 1959 i 1960, la seu del consistori es va ampliar amb l'annexió de dues cases contigües (una d'elles antic jutjat), i s'hi va construir un nou edifici de tres plantes.

## Edifici
Consta de planta baixa i dos pisos, amb una façana profusament decorada on es combinen diversos elements arquitectònics i ornamentals neogòtics, com els tres arcs apuntats de la portalada que configura un atri, les finestres del pis principal, les balustrades, els pinacles, els gablets o els relleus de temàtica vegetal. El primer pis compta amb una gran balconada a la qual s'obren cinc portes d'arc apuntat molt decorades. Al segon pis hi ha només quatre finestres amb una decoració menys profusa i el gablet projectat originalment i construït el 1986, que al centre allotja l'escut de la ciutat i un rellotge.
A l'interior hi destaca la gran escalinata de pedra coronada amb una claraboia amb vitralls, així com els enteixinats de guix de Jeroni Ablabó (que s'anunciava com a yesero adornista al carrer del Vall, 60) que guarneixen els sostres del saló de sessions i la sala de l'alcaldia. Del saló de sessions cal esmentar-ne també la triple portalada gòtica d'ingrés, els treballs de fusteria de l'arrambador i les motllures apuntades de les portes d'accés, obra de Pau Güell (que tenia el taller al carrer del Vall, 60) i la Galeria de Terrassencs Il·lustres, amb els retrats dels personatges destacats de la ciutat, segons una iniciativa sorgida el 1914 amb motiu de l'homenatge a Joaquim de Sagrera. En aquesta zona noble del primer pis s'ubiquen, als dos costats del saló, l'alcaldia, la secretaria, el despatx de l'arquitecte municipal i la comptadoria.
Al segon pis hi havia els jutjats i l'arxiu municipal, situats als costats de l'espai de la claraboia central que dona llum a l'escala.
El material principal és la pedra de Montjuïc, que es troba a tota la façana i a bona part de l'interior, especialment el vestíbul, l'escala i la sala de sessions. L'ornamentació, esculpida també en pedra, s'inspira en el moviment organicista que obté les seves referències a la natura i que va ser impulsada pels teòrics Viollet-le-Duc, clarament medievalista, i Ruskin, impulsor del simbolisme anglès.

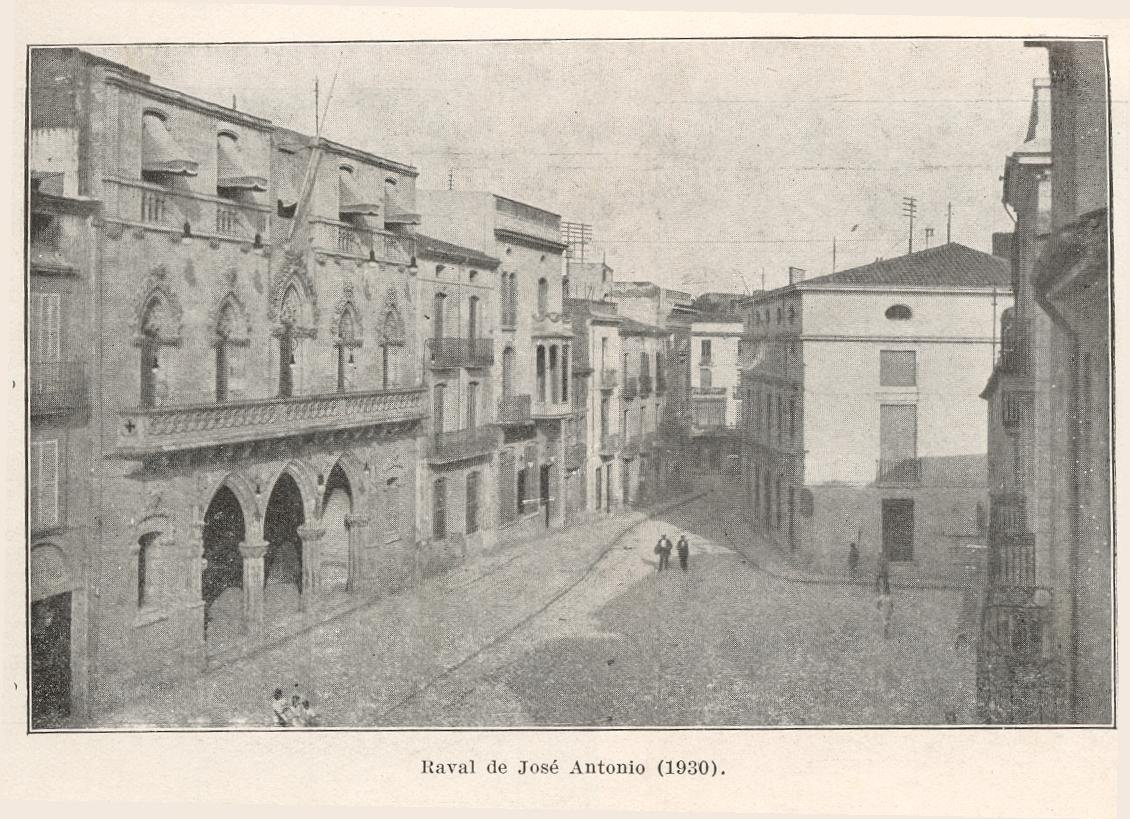
El Raval de Montserrat el 1930; a l'esquerra, la nova Casa de la Vila amb la façana inacabada; a la dreta, l'antiga, en aquell moment seu de l'Institut Industrial de Terrassa
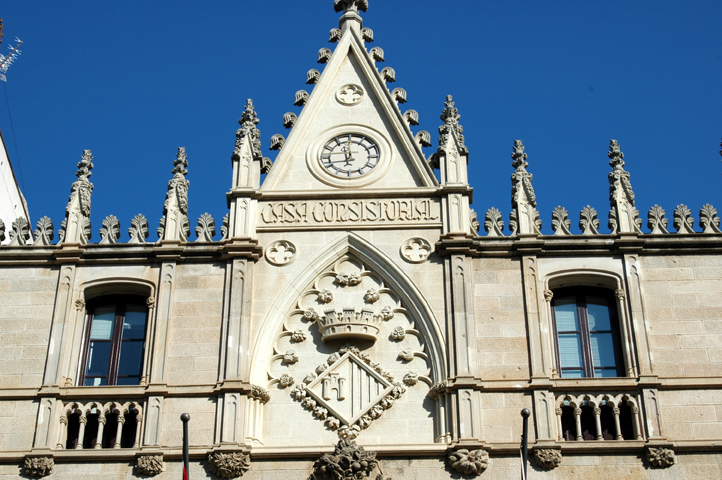
Gablet amb l'escut de la ciutat